# Dun Laoghaire-Rathdown
Dun Laoghaire-Rathdown (iriska: Dún Laoghaire–Ráth an Dúin) är ett administrativt grevskapsdistrikt i Republiken Irland som bildar en del av det traditionella grevskapet Dublin. Dun Laoghaire-Rathdown ligger i den sydöstra delen av huvudstaden Dublin och har sitt administrativa centrum i Dún Laoghaire.